# شهرستان ژیرنوفسکی
شهرستان ژیرنوفسکی (به لاتین: Zhirnovsky District) یک شهرستان در روسیه است که در استان ولگوگراد واقع شده‌است.